# Semiothisa straminea
Semiothisa straminea là một loài bướm đêm trong họ Geometridae.